# Kernkampella emblicae
Kernkampella emblicae är en svampart som först beskrevs av Syd. & P. Syd., och fick sitt nu gällande namn av G.F. Laundon 1975. Kernkampella emblicae ingår i släktet Kernkampella och familjen Raveneliaceae.   Inga underarter finns listade i Catalogue of Life.